# 느헤미야

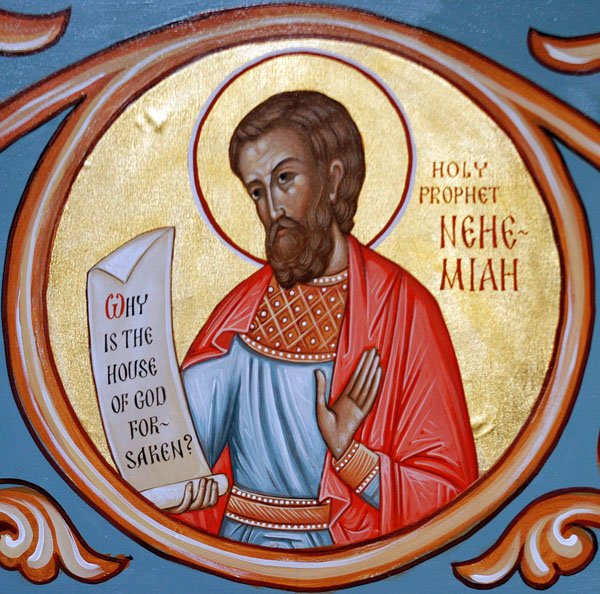

느헤미야(Nehemiah)는 페르시아 궁정(宮廷)에서 벼슬살이하던 유태인이다. 기원전 445년에 고국의 황폐를 전해 듣고 페르시아왕의 허가를 얻어 유다 지방의 총독(總督)으로서 예루살렘에 부임했다. 많은 방해와 싸우면서 성벽을 완성하고 사마리아의 세력을 배제하여 새로운 나라를 건설하는 데 힘썼다. 부채(負債) 면제 등으로 경제적 불평을 해소하는 데 노력하고 신전봉납물의 규정과 안식일율법을 엄격하게 지키도록 하며 다른 민족과의 결혼을 금지하는 등 유다의 재건에 진력하였다.

## 느헤미야기의 내용
아닥사스다 1세 제20년(기원전 445년 또는 444년)에 느헤미야는 왕의 술 관원이 되었다. 유다에 남은 유대인들이 곤경에 처해 있고 예루살렘 성벽이 무너졌다는 소식을 듣고 그는 에스라가 BC 457년에 예루살렘에 도착한 지 약 13년 후에 왕에게 돌아와 성을 재건할 수 있도록 허락해 달라고 요청했다. 아닥사스다(Artaxerxes)는 재건 임무와 그의 지원을 설명하는 편지, 그리고 왕의 숲에서 나온 목재 공급과 함께 그를 지방의 총독으로 유다에 보냈다. 그곳에서 느헤미야는 사마리아인, 암몬인, 아라비아인, 블레셋인 등 사방에서 유다의 대적들을 물리치고 북쪽 양문에서부터 북서쪽 모퉁이 하나넬 망대와 물고기 문까지 52일 만에 성벽을 재건했다. 서쪽에는 성전 산의 남서쪽 모퉁이에 있는 용광로 탑, 남쪽에는 똥 문, 동쪽 문은 동쪽 문과 금문 아래 문이 있다.
여왕 앞에 나타난 것은 그가 내시였음을 나타낼 수 있으며, 히브리어 성경의 그리스어 번역인 칠십인역에서 그는 오이노후스(포도주 잔을 옮기는 자)가 아니라 에우노코스(내시)로 묘사된다. 그렇다면 그의 원수 스마야가 그를 속여 성전에 들어가게 하려는 시도는 단순히 암살자들로부터 숨는 것이 아니라 그를 유대 율법을 어기게 하려는 의도가 있는 것이다.
그런 다음 그는 그 도시에 다시 사람을 거주하게 하고 유대인 공동체를 정결케 하는 조치를 취했으며, 빚을 탕감하고, 에스라를 도와 모세의 율법을 선포하고, 유대인 남자가 비유대인 아내와 이혼하도록 강요했다.
그는 총독으로 12년 동안 공의와 공의로 다스린 뒤에 수산 왕에게로 돌아왔다. 수사에서 얼마 후에 그는 예루살렘으로 돌아왔는데, 그 결과 백성들이 다시 악한 길로 돌아갔음을 알게 되었다. 유대인이 아닌 사람들도 안식일에 예루살렘 안에서 장사를 하고 성전에 방을 두는 것이 허용되었다. 그는 크게 노하여 성전과 제사장들과 레위 사람들을 정결케 하고 모세의 율법을 지키게 했다.

## 마카베오서의 내용
마카베오서 2서는 느헤미야가 유다 마카베오처럼 제단의 성화를 디아스포라에서 예루살렘으로 가져와 성경 도서관을 세운 사람이라고 말한다. 여기에서 느헤미야의 정치적 역할은 하스몬 왕조의 본보기가 되며 일반적으로 경건하고 국가적인 리더십의 역할 모델이 된다. 느8장에서 토라를 읽고 설명하는 장면은 회당 예배의 모델이 되었다. (마카베오서 2:13 참조)

## 랍비 문헌에서
한 랍비 문헌인 아가다(aggadah)에서는 느헤미야를 스룹바벨로 식별하며, 스룹바벨은 별명으로 간주되어 그가 바빌론에서 태어났음을 나타낸다. 또 다른 구전 전승인 미슈나(mishnah)에는 느헤미야가 자랑하고(느 19절, 13절) 그의 전임자들을 멸시하는 것처럼(느 15절) 비난을 받았다고 기록되어 있다. 이 전통은 그의 책이 결과적으로 기독교 구약성서처럼 그 자체로 별도의 책이 되는 것이 아니라 에스라서에 추가되었다고 주장한다. 또 다른 탈무드 문서인 바바 바트라(Baba Bathra)에는 느헤미야가 에스라가 기록했다고 전해지는 역대기를 완성했다고 기록되어 있다.

## 같이 보기
- 느헤미야기